# 広田まみ
広田 まみ（ひろた まみ、1969年8月21日 - ）は、日本の元AV女優。

## 略歴・人物
1987年に『家庭教師教書』（クリスタル映像）でデビューしたロリータ系のAV女優である。
デビュー時の名前は「沙緒（さお）」だが、当初は「覇牝手沙緒（はめて さお）」となる予定であった。しかし、ビデ倫からのクレームにより「覇牝手」が外された。

同時期に「覇牝手華梨（はめて かり、後の和泉リカ）」と「覇牝手魔羅（はめて まら、後の青木ゆかり）」という女優もデビューしているが、同様の処置がとられた。命名者は作品の監督でもあった村西とおる。
1990年頃に引退したとみられる。

## 出演作品

### アダルトビデオ
1987年
- 家庭教師教書（クリスタル映像） ※「沙緒」名義
- セーラー服愛艶抄（せいふく舎） ※「沙緒」名義
- レモンジュース 青い淫汁（ビデオクールミント／ZAPPA）※「広田まゆみ」名義

1988年
- スペルマハウスへようこそ 3（ビデオクールミント／ZAPPA）※「広田まゆみ」名義
- 泣かないで僕の天使（惑星共同体）※「高沢典子」名義
- 家畜人ジョン（7月5日、アリスJAPAN）
- 秘海岸物語（7月25日、パピヨン）
- 性いっぱいのお口（11月5日、アリスJAPAN）
- ビンカン肌（SAMM）
- 抱いてくれればいいのに（シャリオ）
- メゾン一発（コロナ）

1989年
- 1000％エクスタシー 6 岸本優美・篠宮とも子・早瀬紗樹・広田まみ（4月6日、コロナ社）
- 学生妻シリーズ 4 グーッとおクまで トレンディガール（10月27日、ジューシープロデュース）
- BUSハーレム 走れ!淫乱バス（ブラックキャット）…共演:松本かおり、小田切達子
- 桃姦と姦斬り（ビジュアルジャパン）※「高樹なぎさ」名義
- アラビアンナイトハーレム（希宝舎）…共演:早瀬理沙、有坂久美子 他

1990年
- ビンタ 4 デラべっぴん増刊 西本直美・上原知佳・元木麻希・広田まみ 他（1月10日、英知出版）
- ピンクの花園 放尿F・U・C・K（2月8日、メリット）
- 田村ガンの暴露ビデオ ど・迫力（4月25日、TOKYOパリス）
- 痴漢電車 月岡恵子・広田まゆみ 他（6月10日、大陸書房）監督:山本晋也 ※「広田まゆみ」名義
- 豊丸大復活 豊丸・広田まみ（7月5日、ロイヤル・アート）
- 愛欲好きにして 森村あすか・広田まみ・貝塚里美（8月2日、笠倉出版社）
- ドキドキもっこりランド 美穂由紀・広田まみ・秋山まり子（11月19日、大陸書房）
- 聖獣の檻 奴麗 牝（アートビデオ）
- 小悪魔'S 団地妻ごっこ 早瀬理沙・優里香・広田まみ（宇宙企画 BS-04）全3名
- ケツの素 森川亜樹・水木彩・鮎川なつみ・広田まみ 他（ビデオクールミント／ZAPPA）
- 続・アラビアンナイトハーレム 早瀬理沙・有坂久美子・広田まみ 他（希宝舎）
- すごいのかけて! 卒業シャワー 10 記念号 薬師丸ひろ美・田代水絵・松下ルミ・山本なつき・広田まみ 他（スタジオTAKU JP-0598）全10名
- 破裂させて（タイム）
- 本番女優にデビュー ヌメヌメ編 早瀬理沙・吉村ゆう・清水奈々・広田まみ 他（KUKI RT-12）全6名

1991年
- ボディコン ワイセツ日記 浅井理恵・中山翼・広田まみ（1月10日、笠倉出版社）
- ダイヤルQ2 今夜もパーティーライン（3月20日、ピラミッドビデオ）…共演:沢田未菜子、上田美緒
- スーパーランジェリー 16 仙城かなえ・渡辺由架・有吉奈生子・広田まみ 他（11月10日、英知出版）＊イメージビデオ
- 乱舞91 1 上半期ダイジェスト 石原まりえ・阿木さゆり・広田まみ 他（アートビデオ）

1992年
- バットミルク・ドランカー（クライムコーポレーション）
- 感じて味わって プレミアムボディー 至極の柔肌（グッドウェル）

1993年以降
- 乱舞 '91 1 ＋泣き濡れの被虐花たち 4 広田まみ・小田桐まゆ（2001年3月29日、アートビデオ）
- ノーカット4時間!幼な顔すぺしゃる 日向まこ・広田まみ（2002年6月7日、アリスJAPAN）
- 夢の11連発 VOL.10 沢口梨々子・姫ゆり・林かづき・広田まみ 他（2011年9月18日、エイジーエイ）

発売年不明
- あなたからフェイド・イン（クラウンエンタープライズ CY-014）VHS
- instinct 本能 リアルAV女優（ナイトステーション NS-0026）DVD ※「広田まゆみ」名義

　他多数出演

### 成人映画
- 露出狂 尻すぎた色女たち（1990年8月公開、大蔵映画）監督:市村譲[2]
- 痴漢電車 むりやり奥まで（改題:痴漢電車 緩めて、締めて）（1991年1月25日公開、エクセス）監督:浜野佐知[3]

### オリジナルビデオ・Vシネマ
- トワイライトミステリー 殺しの遊び（1991年12月21日、タキ・コーポレーションズ）監督:三浦直雄[4]
- 監禁逃亡（1992年4月24日、ジャパンホームビデオ）監督:桑原昌英 [5]

### ゲーム
- THE・野球拳 パート13（NEWジャトレ） 共演：中山翼、夏川さとみ、柴田めぐみ ＊アーケードゲーム

## 出版

### 雑誌
- 写真集系雑誌 スーパーボディコンカタログ VOL.3 滝沢美穂・上田美緒・広田まみ 他（1990年12月25日、司書房）撮影:青山龍之介